# Fireball (voilier)
Pour les articles homonymes, voir Fireball.

Dessinée par Peter Milne en 1962, le Fireball est une classe de dériveur monotype de série internationale menée par un équipage de deux personnes.

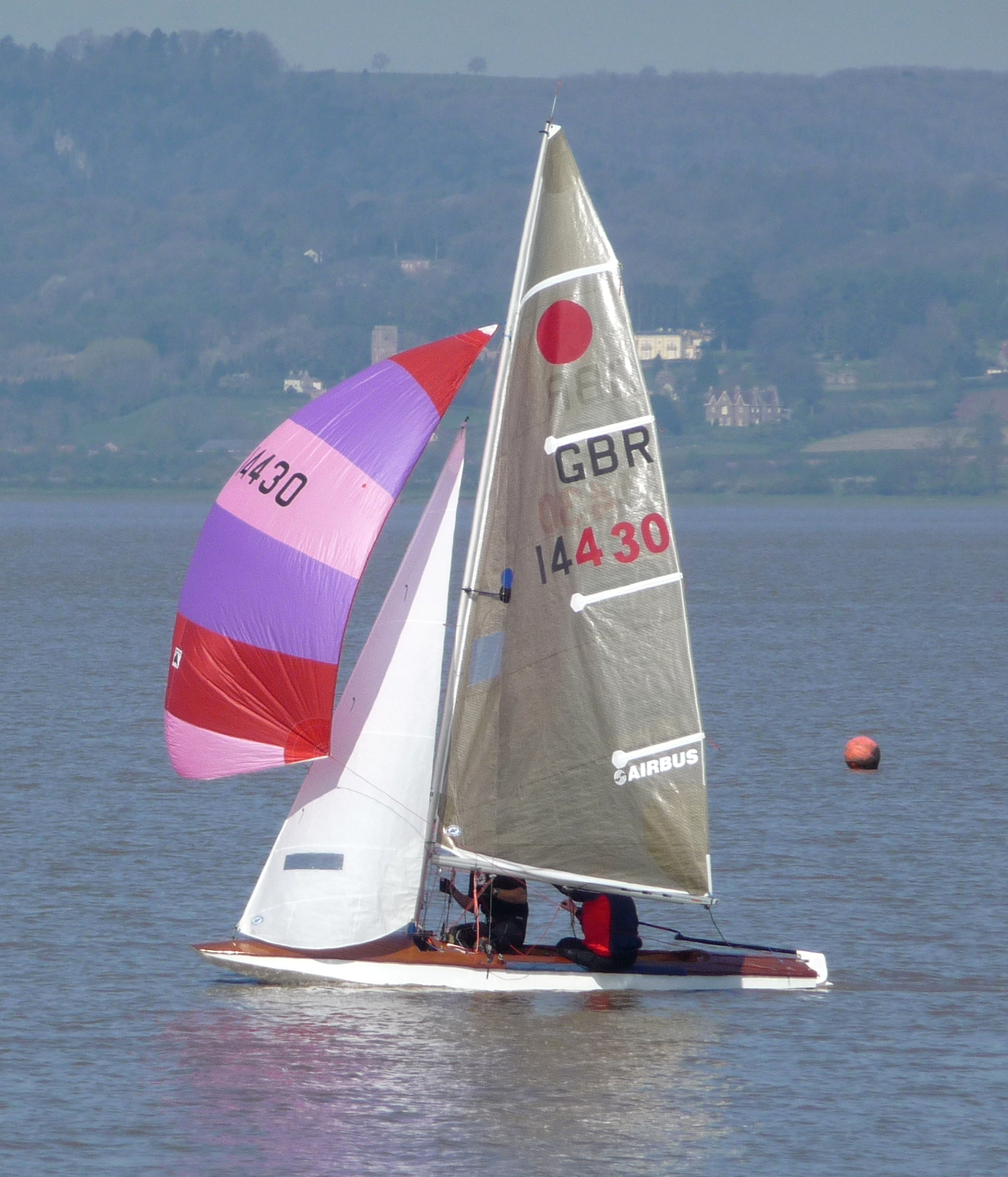
Fireball sous spi

## Description
Sa coque à bouchains vifs avec une étrave à marotte lui donne une allure unique. Elle a été conçue à l'origine pour être construite en contreplaqué, et peut aussi être construite du fait de l'évolution des techniques en fibre de verre ou en combinant bois et fibre de verre. Son poids minimum est de 79 kg. Il est équipé d'une grand voile, d'un foc et d'un spi symétrique. L'équipier dispose d'un trapèze.
Le Fireball est un dériveur de compétition, très répandu dans le monde, avec des championnats organisés aux niveaux local, national, continental et mondial. Il est accessible à tous les âges. Ses performances dépendent de la qualité des réglages effectués sur le gréement. Les possibilités d'ajustement sont telles que le bateau est contrôlable jusqu'à 35 nœuds (65 km/h), et le planning est possible dès 8 nœuds (15 km/h).
Le Fireball a longtemps été un bateau voué à la construction amateur, du fait de son architecture à bouchains vifs adaptée au contreplaqué marine, et la classe Fireball en France au plus fort de son activité (années 1970 et 1980) était une pépinière de constructeurs chercheurs qui passaient beaucoup de temps à améliorer la vitesse de leur bateau en profitant de la jauge assez libérale du bateau. À l'exception d'une poignée de coureurs frottés au niveau international, les fireballistes français étaient plus connus pour le temps passé à améliorer leur engin que pour leur compétence dans le domaine de la condition physique ou de la tactique et la stratégie de régate. les coureurs britanniques, eux préféraient acheter des bateaux tout faits et s'entraîner, ce qui a assis leur domination sur la série.
Trois chantiers professionnels (aujourd'hui disparus) ont cependant produit en France des Fireball de bonne qualité ; Craff, Guindé et Barat. de nos jours , les meilleurs bateaux sont suisses (duvoisin) ou anglais (Guy Winder) mais ils coûtent très cher et la popularité de la classe en a souffert
Lors de l'achat d'un Fireball d'occasion, il faut être très attentif à l'origine de la fabrication (amateur ou chantier réputé) et à l'état du bateau, en particulier à la déformation de la coque une fois le gréement sous tension. La forme du pont autour du cockpit est importante: cette coque étroite et plate, très toilée et pourvue d'un trapèze tend à se vriller sous l'effort: Si la découpe du cockpit dans le pont est ovale avec des renforts dans les angles, la coque résistera mieux qu'avec une découpe à angles vifs, qui sont autant de zones de concentration d'effort.
En prévision des olympiades de 1976 l'IYRU  (plus tard ISAF), avait souhaité introduire un dériveur mixte à deux équipiers, populaire et adapté aux petits gabarits et aux filles pour contrer la dérive des coûts engendrée par le très sophistiqué et très puissant Flying Dutchman : 
La fédération britannique mit le Fireball sur les rangs et la fédération italienne proposa le très élégant Strale (en France le  Caneton Strale) dû au crayon de l'architecte Santarelli, mais finalement c'est le prétendant français, le 470, dû à André Cornu, qui fut sélectionné… pour son malheur, car ce dériveur populaire et bon marché tomba à son tour dans le travers de la sophistication et de la course à l'armement, par manque d'une monotypie absolue, comme celle du Laser.

## Championnat du monde
- Championnat du monde 2011 à Sligo en Irlande
  -  Matt Burge/Richard Wagstaff  Royaume-Uni
  -  Tom Gillard/Sam Brearey  Royaume-Uni
  -  Dave Wade/Simon Potts  Royaume-Uni

Le premier équipage français (Rémy Thuillier/Loïc Berthelot) se classe 15e sur 59 équipages.
- Championnat du monde 2010 à Bridgetown à la Barbade
  -  Chips Howarth/Vyv Townend  Royaume-Uni
  -  Matt Burge/Richard Wagstaff  Royaume-Uni
  -  D.J. Edwards/Simon Potts  Royaume-Uni

Le premier équipage français (Franck Juin/Pierre Perdon) se classe 21e sur 70 équipages.
- Championnat du monde 2009 à La Rochelle en France
  -  Chips Howarth/Vyv Townend  Royaume-Uni
  -  Matt Burge/Richard Wagstaff  Royaume-Uni
  -  D.J. Edwards/Simon Potts  Royaume-Uni

Le premier équipage français (Ludovic Alleaume/Étienne Perdon) se classe 4e sur 101 équipages.
- Championnat du monde 2008 à Pattaya en Thaïlande
  -  Matt Mee/Richard Wagstaff  Royaume-Uni
  -  David Wade/Ben Mc Grane  Royaume-Uni
  -  Nathan Stockley/Sam Muirhead  Australie

Il n'y avait aucun équipage français présent.
- Championnat du monde 2007 à Silvaplana en Suisse
  -  Richard Estaugh/Rob Gardner  Royaume-Uni
  -  Vince Horey/Andy Thompson  Royaume-Uni
  -  Tom Jeffcoate/Mark Hogan  Royaume-Uni

Le premier équipage français (Martin Péculier/Thomas Le Seac'h) se classe 38e sur 95 équipages.
- Championnat du monde 2006 à Victoria au Canada
  -  Erich Moser/Ruedi Moser  Suisse
  -   Grant Lamond/Tom Egli  Canada
  -  Heather McFarlane/Chris Payne  Australie

Le premier équipage français (Franck Juin/Jean-François Nouel) se classe 6e sur 49 équipages après avoir gagné le pré-mondial la semaine précédente.
- Championnat du monde 2005 Teignmouth au Royaume-Uni
  -  Chips Howarth/Vyv Townend  Royaume-Uni
  -  Andy Smith/Jonny Mildred  Royaume-Uni
  -  Guy Tipton/Chriss Tattersall  Royaume-Uni

Le premier équipage français (Ludovic Alleaume/Étienne Perdon) se classe 14e sur 176 équipages.

## Championnat d'Europe
- Championnat d'Europe 2010 à Nove Mlyny en République tchèque
  -  Tom Gillard/Sam Brearey  Royaume-Uni
  -  Tom Jeffcoate/Andy Thompson  Royaume-Uni
  -  Jaroslav Verner/Pavel Winkler  République tchèque

Le premier équipage français (Martin Péculier/Jean-François Nouel) se classe 13e sur 49 équipages.
- Championnat d'Europe 2009 à La Rochelle en France
  -  Vince Horey/Rob Gardner  Royaume-Uni
  -  Martin Kubovy/Martin Cap  République tchèque
  -  Tom Gillard/Francis Rowan  Irlande

Le premier équipage français (Ludovic Alleaume/Étienne Perdon) se classe 7e sur 89 équipages.
- Championnat d'Europe 2008 à Nieuport en Belgique
  -  Tom Jeffcoate/David Hynes  Royaume-Uni
  -  Ludovic Alleaume/Étienne Perdon  France
  -  Manu Hens/Jan Peeters  Belgique

- Championnat d'Europe 2006 à Perros-Guirec en France
  -  Andy Smith/Jonny Mildred  Royaume-Uni
  -  Tomas Musil/Pavel Winkler  République tchèque
  -  Dave Wade/Antony York  Royaume-Uni

Le premier équipage français (Ludovic Alleaume/Jean-François Nouel) se classe 6e sur 99 équipages.
- Championnat d'Europe 2005 à Teignmouth en Royaume-Uni
  -  David Edwards/Dan Newman  Royaume-Uni
  -  Chips Howarth/Vyv Townend  Royaume-Uni
  -  Tomas Musil/ Jan Stantejsky  République tchèque

Le premier équipage français (Jenny Green/Malcolm Green) se classe 45e sur 119 équipages.

## Semaine Internationale
- Semaine Internationale 2011 à Sligo en Irlande
  -  Ben Schulz/Phillip Bowley  Australie
  -  Derian Scott/Andy Scott  Royaume-Uni
  -  Joe Jospe/ Thomas Egli  Canada

Il n'y avait aucun équipage français présent.
- Semaine Internationale 2007 à Silvaplana en Suisse
  -  Martin Kubovy/Roman Rocek  République tchèque
  -  Erich Moser/Ruedi Moser  Suisse
  -  Mark Maskell/Jon Watkins  Royaume-Uni

Le premier équipage français (Julien Bicler/Ludovic Roblin) se classe 17e sur 64 équipages.